# Sudokopytníci
Sudokopytníci – Artiodactyla (někdy Cetartiodactyla) – jsou velmi úspěšným řádem savců. Zahrnují kytovce a sudokopytníky v dříve chápaném užším smyslu (parafyletičtí Artiodactyla), které spojuje do jedné vývojové linie úprava končetin. Vychází z funkčního uplatnění dvou prstů – třetího a čtvrtého, mezi nimiž prochází osa končetin. Tyto prsty mají na konci rohovitá kopyta a nesou celou hmotnost těla. U hrochů a velbloudovitých jsou nehtovitého tvaru. Sudokopytníci jsou prstochodci, jen velbloudi a lamy našlapují na poslední tři prstní články kryté silným, pružným mozolem. U kytovců, kteří se ze sudokopytníků vyvinuli a systematicky se dnes mezi ně řadí, se končetiny přeměnily v ploutve. Vědecké jméno Artiodactyla pochází z řeckých slov artios, sudý, a daktylos, prst; jméno Cetartiodactyla pak svým začátkem respektuje zahrnuté kytovce (Cetacea).
Skupina zahrnuje 10 čeledí a asi 300 druhů (i s kytovci), v ČR se vyskytují 3 čeledi s celkem 10 druhy).

## Charakteristika zástupců
Sudokopytníci jsou v současnosti nejúspěšnějším řádem velkých býložravců, žijí na všech kontinentech (včetně Austrálie, díky člověku) a obývají různé ekosystémy. Proto se u nich vyvinula velká rozmanitost forem.
Většina sudokopytníků je býložravá, jen někteří jsou všežraví. Bývají větší, i když ve velikosti jednotlivých druhů jsou velké rozdíly: nejmenší známý sudokopytník, kančil menší, váží sotva jeden kilogram, zatímco hroch obojživelný dosahuje hmotnosti až 4,5 tuny. Mezi sudokopytníky také patří nejvyšší žijící savec, žirafa. Z hlediska moderní taxonomie, která mezi sudokopytníky řadí kytovce, je největší sudokopytník plejtvák obrovský.
Nejnápadnějším společným znakem je dobře vyvinutý třetí a čtvrtý prst, které nesou váhu těla. Osa končetin prochází mezi nimi. Druhý a pátý prst bývají vždy menší, nedotýkají se země, u některých druhů nemají kostní podklad nebo úplně chybí. Palec, tedy první prst, chybí vždy.
Většina druhů má na předních i pánevních končetinách sudý počet prstů, výjimku tvoří pekariovití, kteří mají na zadních končetinách jen dva nebo tři prsty.
Klíční kost, podobně jako u dalších savců, chybí.
Obličejová část lebky bývá protáhlá, mozkovna je naopak užší, očnice jsou zpravidla oddělené od spánkové jámy. Sudokopytníci mívají 30–44 zubů, horní řezáky a špičáky jsou vždy menší a často úplně chybí, dolní řezáky jsou dobře vyvinuté, stejně jako dolní špičáky, které se často tvarově podobají řezákům nebo jsou přeměněny v kly. Třenové zuby nejsou molarizované (=vypadající jako stoličky), jako je tomu u lichokopytníků, bývají menší a u některých druhů se podobají špičákům.
Časté jsou rohy nebo parohy.
Žaludek je složitý, u mnoha sudokopytníků vícekomorový. Předžaludky jsou osídlené symbiotickými bakteriemi, prvoky a houbami, které fermentují rostlinnou potravu a štěpí ji na jednoduché produkty (těkavé mastné kyseliny), které jsou, společně se strávenými těly mikroorganismů, zdrojem živin. Přežvýkaví sudokopytníci dokážou zužitkovat těžko stravitelnou potravu mnohem lépe než lichokopytníci, a to je zřejmě příčinou jejich evolučního úspěchu.
Slepé střevo je malé, tračník je poměrně dlouhý a zavinutý do spirály.
Děloha sudokopytníků je dvourohá, placenta je rozptýlená nebo klkovitá, nepravá (adeciduata). Březost trvá 100–491 dní, většina druhů rodí menší počet mláďat.

## Vývoj sudokopytníků
Na konci křídy se od předků dnešních hmyzožravců oddělila skupina prakopytníků (Condylarthra), společní předkové prašelem (Creodonta), několika vymřelých řádů kopytníků (Litopterna, Notoungulata aj.) i dnešních lichokopytníků a sudokopytníků. Biomolekulární výzkum potvrdil, že sudokopytníci se objevili již na konci doby dinosaurů, v nejpozdnější svrchní křídě (asi před 67 miliony let).
Nejstarší sudokopytníci se objevili už v eocénu (−55 mil. let). Velmi dlouho žili ve stínu lichokopytníků, během miocénu ale začali lichokopytníci vymírat a na jejich místo se rozšířili přežvýkaví. Není jasné, jestli ústup lichokopytníků umožnil rozšíření sudokopytníků, nebo jestli vymírání lichokopytníků způsobila naopak konkurence sudokopytníků. Pravděpodobně došlo k ústupu lesů a rozšíření travnatých stepí a sudokopytníci mohli novou potravu trávit lépe než lichokopytníci. Také došlo k rozvoji velkých šelem, a přežvýkaví sudokopytníci měli výhodu ve schopnosti rychle zkonzumovat velké množství potravy a tu pak zpracovat někde v ústraní.
Přežvykování, tedy dvojí zpracování potravy, která je fermentována v předžaludcích, se u sudokopytníků vyvinulo dvakrát, nezávisle na sobě. Velbloudi mají tříkomorový žaludek, stejně tak jako kančilovití, ostatní přežvýkaví sudokopytníci mají dokonalejší čtyřkomorový žaludek.
Kytovci jsou blízkými příbuznými hrochů, proto se spolu s nimi řadí v rámci sudokopytníků do infrařádu Whippomorpha.

## Systém sudokopytníků
Bazální skupinou sudokopytníků jsou mozolnatci (Tylopoda), sesterskou skupinu k nim tvoří taxon Artiofabula, který zahrnuje zbylé sudokopytníky. Ti bývali tradičně rozdělováni na základě morfologických znaků na přežvýkavé (Ruminantia) a nepřežvýkavé (Nonruminantia) Nepřežvýkaví však tvoří parafylum, uvnitř něhož se odvětvují přežvýkaví. V současnosti je proto aktuální členění taxonu Artiofabula do dvou skupin. První zahrnuje prasata (Suidae) a pekari (Tayassuidae), nazývá se štětináči (Suina) a jde o část původních nepřežvýkavých. Druhá linie nese jméno Cetruminantia a sdružuje přežvýkavé (Ruminantia) a k nim sesterský taxon Whippomorpha. Ten zahrnuje zbytek nepřežvýkavých, tj. hrochy (Hippopotamidae), ale také jim sesterské kytovce (Cetacea), kteří byli v minulosti klasifikováni jako samostatný řád. 
Zjednodušené příbuzenské vztahy mezi jednotlivými skupinami recentních sudokopytníků :

|  | Suidae – prasatovití      |
|  |                           |
|  | Tayassuidae – pekariovití |
|  |                           |

|                   | Hippopotamidae – hrochovití |
|                   |                             |
| Cetacea – kytovci | ►                           |
|                   | ►                           |

|  | \| \| Moschidae – kabarovití \| \| \| \| \| \| Cervidae – jelenovití \| \| \| \| |
|  |                                                                                  |
|  | Bovidae – turovití                                                               |
|  |                                                                                  |
|  | Moschidae – kabarovití                                                           |
|  |                                                                                  |
|  | Cervidae – jelenovití                                                            |
|  |                                                                                  |

|  | Moschidae – kabarovití |
|  |                        |
|  | Cervidae – jelenovití  |
|  |                        |

|  | Antilocapridae – vidlorohovití |
|  |                                |
|  | Giraffidae – žirafovití        |
|  |                                |

|  | \| \| Moschidae – kabarovití \| \| \| \| \| \| Cervidae – jelenovití \| \| \| \| |
|  |                                                                                  |
|  | Bovidae – turovití                                                               |
|  |                                                                                  |
|  | Moschidae – kabarovití                                                           |
|  |                                                                                  |
|  | Cervidae – jelenovití                                                            |
|  |                                                                                  |

|  | Moschidae – kabarovití |
|  |                        |
|  | Cervidae – jelenovití  |
|  |                        |

|  | Antilocapridae – vidlorohovití |
|  |                                |
|  | Giraffidae – žirafovití        |
|  |                                |

|  | \| \| Moschidae – kabarovití \| \| \| \| \| \| Cervidae – jelenovití \| \| \| \| |
|  |                                                                                  |
|  | Bovidae – turovití                                                               |
|  |                                                                                  |
|  | Moschidae – kabarovití                                                           |
|  |                                                                                  |
|  | Cervidae – jelenovití                                                            |
|  |                                                                                  |

|  | Moschidae – kabarovití |
|  |                        |
|  | Cervidae – jelenovití  |
|  |                        |

|  | Antilocapridae – vidlorohovití |
|  |                                |
|  | Giraffidae – žirafovití        |
|  |                                |

|  | \| \| Moschidae – kabarovití \| \| \| \| \| \| Cervidae – jelenovití \| \| \| \| |
|  |                                                                                  |
|  | Bovidae – turovití                                                               |
|  |                                                                                  |
|  | Moschidae – kabarovití                                                           |
|  |                                                                                  |
|  | Cervidae – jelenovití                                                            |
|  |                                                                                  |

|  | Moschidae – kabarovití |
|  |                        |
|  | Cervidae – jelenovití  |
|  |                        |

|  | Antilocapridae – vidlorohovití |
|  |                                |
|  | Giraffidae – žirafovití        |
|  |                                |

|                   | Hippopotamidae – hrochovití |
|                   |                             |
| Cetacea – kytovci | ►                           |
|                   | ►                           |

|  | \| \| Moschidae – kabarovití \| \| \| \| \| \| Cervidae – jelenovití \| \| \| \| |
|  |                                                                                  |
|  | Bovidae – turovití                                                               |
|  |                                                                                  |
|  | Moschidae – kabarovití                                                           |
|  |                                                                                  |
|  | Cervidae – jelenovití                                                            |
|  |                                                                                  |

|  | Moschidae – kabarovití |
|  |                        |
|  | Cervidae – jelenovití  |
|  |                        |

|  | Antilocapridae – vidlorohovití |
|  |                                |
|  | Giraffidae – žirafovití        |
|  |                                |

|  | \| \| Moschidae – kabarovití \| \| \| \| \| \| Cervidae – jelenovití \| \| \| \| |
|  |                                                                                  |
|  | Bovidae – turovití                                                               |
|  |                                                                                  |
|  | Moschidae – kabarovití                                                           |
|  |                                                                                  |
|  | Cervidae – jelenovití                                                            |
|  |                                                                                  |

|  | Moschidae – kabarovití |
|  |                        |
|  | Cervidae – jelenovití  |
|  |                        |

|  | Antilocapridae – vidlorohovití |
|  |                                |
|  | Giraffidae – žirafovití        |
|  |                                |

|  | \| \| Moschidae – kabarovití \| \| \| \| \| \| Cervidae – jelenovití \| \| \| \| |
|  |                                                                                  |
|  | Bovidae – turovití                                                               |
|  |                                                                                  |
|  | Moschidae – kabarovití                                                           |
|  |                                                                                  |
|  | Cervidae – jelenovití                                                            |
|  |                                                                                  |

|  | Moschidae – kabarovití |
|  |                        |
|  | Cervidae – jelenovití  |
|  |                        |

|  | Antilocapridae – vidlorohovití |
|  |                                |
|  | Giraffidae – žirafovití        |
|  |                                |

|  | \| \| Moschidae – kabarovití \| \| \| \| \| \| Cervidae – jelenovití \| \| \| \| |
|  |                                                                                  |
|  | Bovidae – turovití                                                               |
|  |                                                                                  |
|  | Moschidae – kabarovití                                                           |
|  |                                                                                  |
|  | Cervidae – jelenovití                                                            |
|  |                                                                                  |

|  | Moschidae – kabarovití |
|  |                        |
|  | Cervidae – jelenovití  |
|  |                        |

|  | Antilocapridae – vidlorohovití |
|  |                                |
|  | Giraffidae – žirafovití        |
|  |                                |

|  | Suidae – prasatovití      |
|  |                           |
|  | Tayassuidae – pekariovití |
|  |                           |

|                   | Hippopotamidae – hrochovití |
|                   |                             |
| Cetacea – kytovci | ►                           |
|                   | ►                           |

|  | \| \| Moschidae – kabarovití \| \| \| \| \| \| Cervidae – jelenovití \| \| \| \| |
|  |                                                                                  |
|  | Bovidae – turovití                                                               |
|  |                                                                                  |
|  | Moschidae – kabarovití                                                           |
|  |                                                                                  |
|  | Cervidae – jelenovití                                                            |
|  |                                                                                  |

|  | Moschidae – kabarovití |
|  |                        |
|  | Cervidae – jelenovití  |
|  |                        |

|  | Antilocapridae – vidlorohovití |
|  |                                |
|  | Giraffidae – žirafovití        |
|  |                                |

|  | \| \| Moschidae – kabarovití \| \| \| \| \| \| Cervidae – jelenovití \| \| \| \| |
|  |                                                                                  |
|  | Bovidae – turovití                                                               |
|  |                                                                                  |
|  | Moschidae – kabarovití                                                           |
|  |                                                                                  |
|  | Cervidae – jelenovití                                                            |
|  |                                                                                  |

|  | Moschidae – kabarovití |
|  |                        |
|  | Cervidae – jelenovití  |
|  |                        |

|  | Antilocapridae – vidlorohovití |
|  |                                |
|  | Giraffidae – žirafovití        |
|  |                                |

|  | \| \| Moschidae – kabarovití \| \| \| \| \| \| Cervidae – jelenovití \| \| \| \| |
|  |                                                                                  |
|  | Bovidae – turovití                                                               |
|  |                                                                                  |
|  | Moschidae – kabarovití                                                           |
|  |                                                                                  |
|  | Cervidae – jelenovití                                                            |
|  |                                                                                  |

|  | Moschidae – kabarovití |
|  |                        |
|  | Cervidae – jelenovití  |
|  |                        |

|  | Antilocapridae – vidlorohovití |
|  |                                |
|  | Giraffidae – žirafovití        |
|  |                                |

|  | \| \| Moschidae – kabarovití \| \| \| \| \| \| Cervidae – jelenovití \| \| \| \| |
|  |                                                                                  |
|  | Bovidae – turovití                                                               |
|  |                                                                                  |
|  | Moschidae – kabarovití                                                           |
|  |                                                                                  |
|  | Cervidae – jelenovití                                                            |
|  |                                                                                  |

|  | Moschidae – kabarovití |
|  |                        |
|  | Cervidae – jelenovití  |
|  |                        |

|  | Antilocapridae – vidlorohovití |
|  |                                |
|  | Giraffidae – žirafovití        |
|  |                                |

|                   | Hippopotamidae – hrochovití |
|                   |                             |
| Cetacea – kytovci | ►                           |
|                   | ►                           |

|  | \| \| Moschidae – kabarovití \| \| \| \| \| \| Cervidae – jelenovití \| \| \| \| |
|  |                                                                                  |
|  | Bovidae – turovití                                                               |
|  |                                                                                  |
|  | Moschidae – kabarovití                                                           |
|  |                                                                                  |
|  | Cervidae – jelenovití                                                            |
|  |                                                                                  |

|  | Moschidae – kabarovití |
|  |                        |
|  | Cervidae – jelenovití  |
|  |                        |

|  | Antilocapridae – vidlorohovití |
|  |                                |
|  | Giraffidae – žirafovití        |
|  |                                |

|  | \| \| Moschidae – kabarovití \| \| \| \| \| \| Cervidae – jelenovití \| \| \| \| |
|  |                                                                                  |
|  | Bovidae – turovití                                                               |
|  |                                                                                  |
|  | Moschidae – kabarovití                                                           |
|  |                                                                                  |
|  | Cervidae – jelenovití                                                            |
|  |                                                                                  |

|  | Moschidae – kabarovití |
|  |                        |
|  | Cervidae – jelenovití  |
|  |                        |

|  | Antilocapridae – vidlorohovití |
|  |                                |
|  | Giraffidae – žirafovití        |
|  |                                |

|  | \| \| Moschidae – kabarovití \| \| \| \| \| \| Cervidae – jelenovití \| \| \| \| |
|  |                                                                                  |
|  | Bovidae – turovití                                                               |
|  |                                                                                  |
|  | Moschidae – kabarovití                                                           |
|  |                                                                                  |
|  | Cervidae – jelenovití                                                            |
|  |                                                                                  |

|  | Moschidae – kabarovití |
|  |                        |
|  | Cervidae – jelenovití  |
|  |                        |

|  | Antilocapridae – vidlorohovití |
|  |                                |
|  | Giraffidae – žirafovití        |
|  |                                |

|  | \| \| Moschidae – kabarovití \| \| \| \| \| \| Cervidae – jelenovití \| \| \| \| |
|  |                                                                                  |
|  | Bovidae – turovití                                                               |
|  |                                                                                  |
|  | Moschidae – kabarovití                                                           |
|  |                                                                                  |
|  | Cervidae – jelenovití                                                            |
|  |                                                                                  |

|  | Moschidae – kabarovití |
|  |                        |
|  | Cervidae – jelenovití  |
|  |                        |

|  | Antilocapridae – vidlorohovití |
|  |                                |
|  | Giraffidae – žirafovití        |
|  |                                |

|  | Suidae – prasatovití      |
|  |                           |
|  | Tayassuidae – pekariovití |
|  |                           |

|                   | Hippopotamidae – hrochovití |
|                   |                             |
| Cetacea – kytovci | ►                           |
|                   | ►                           |

|  | \| \| Moschidae – kabarovití \| \| \| \| \| \| Cervidae – jelenovití \| \| \| \| |
|  |                                                                                  |
|  | Bovidae – turovití                                                               |
|  |                                                                                  |
|  | Moschidae – kabarovití                                                           |
|  |                                                                                  |
|  | Cervidae – jelenovití                                                            |
|  |                                                                                  |

|  | Moschidae – kabarovití |
|  |                        |
|  | Cervidae – jelenovití  |
|  |                        |

|  | Antilocapridae – vidlorohovití |
|  |                                |
|  | Giraffidae – žirafovití        |
|  |                                |

|  | \| \| Moschidae – kabarovití \| \| \| \| \| \| Cervidae – jelenovití \| \| \| \| |
|  |                                                                                  |
|  | Bovidae – turovití                                                               |
|  |                                                                                  |
|  | Moschidae – kabarovití                                                           |
|  |                                                                                  |
|  | Cervidae – jelenovití                                                            |
|  |                                                                                  |

|  | Moschidae – kabarovití |
|  |                        |
|  | Cervidae – jelenovití  |
|  |                        |

|  | Antilocapridae – vidlorohovití |
|  |                                |
|  | Giraffidae – žirafovití        |
|  |                                |

|  | \| \| Moschidae – kabarovití \| \| \| \| \| \| Cervidae – jelenovití \| \| \| \| |
|  |                                                                                  |
|  | Bovidae – turovití                                                               |
|  |                                                                                  |
|  | Moschidae – kabarovití                                                           |
|  |                                                                                  |
|  | Cervidae – jelenovití                                                            |
|  |                                                                                  |

|  | Moschidae – kabarovití |
|  |                        |
|  | Cervidae – jelenovití  |
|  |                        |

|  | Antilocapridae – vidlorohovití |
|  |                                |
|  | Giraffidae – žirafovití        |
|  |                                |

|  | \| \| Moschidae – kabarovití \| \| \| \| \| \| Cervidae – jelenovití \| \| \| \| |
|  |                                                                                  |
|  | Bovidae – turovití                                                               |
|  |                                                                                  |
|  | Moschidae – kabarovití                                                           |
|  |                                                                                  |
|  | Cervidae – jelenovití                                                            |
|  |                                                                                  |

|  | Moschidae – kabarovití |
|  |                        |
|  | Cervidae – jelenovití  |
|  |                        |

|  | Antilocapridae – vidlorohovití |
|  |                                |
|  | Giraffidae – žirafovití        |
|  |                                |

|                   | Hippopotamidae – hrochovití |
|                   |                             |
| Cetacea – kytovci | ►                           |
|                   | ►                           |

|  | \| \| Moschidae – kabarovití \| \| \| \| \| \| Cervidae – jelenovití \| \| \| \| |
|  |                                                                                  |
|  | Bovidae – turovití                                                               |
|  |                                                                                  |
|  | Moschidae – kabarovití                                                           |
|  |                                                                                  |
|  | Cervidae – jelenovití                                                            |
|  |                                                                                  |

|  | Moschidae – kabarovití |
|  |                        |
|  | Cervidae – jelenovití  |
|  |                        |

|  | Antilocapridae – vidlorohovití |
|  |                                |
|  | Giraffidae – žirafovití        |
|  |                                |

|  | \| \| Moschidae – kabarovití \| \| \| \| \| \| Cervidae – jelenovití \| \| \| \| |
|  |                                                                                  |
|  | Bovidae – turovití                                                               |
|  |                                                                                  |
|  | Moschidae – kabarovití                                                           |
|  |                                                                                  |
|  | Cervidae – jelenovití                                                            |
|  |                                                                                  |

|  | Moschidae – kabarovití |
|  |                        |
|  | Cervidae – jelenovití  |
|  |                        |

|  | Antilocapridae – vidlorohovití |
|  |                                |
|  | Giraffidae – žirafovití        |
|  |                                |

|  | \| \| Moschidae – kabarovití \| \| \| \| \| \| Cervidae – jelenovití \| \| \| \| |
|  |                                                                                  |
|  | Bovidae – turovití                                                               |
|  |                                                                                  |
|  | Moschidae – kabarovití                                                           |
|  |                                                                                  |
|  | Cervidae – jelenovití                                                            |
|  |                                                                                  |

|  | Moschidae – kabarovití |
|  |                        |
|  | Cervidae – jelenovití  |
|  |                        |

|  | Antilocapridae – vidlorohovití |
|  |                                |
|  | Giraffidae – žirafovití        |
|  |                                |

|  | \| \| Moschidae – kabarovití \| \| \| \| \| \| Cervidae – jelenovití \| \| \| \| |
|  |                                                                                  |
|  | Bovidae – turovití                                                               |
|  |                                                                                  |
|  | Moschidae – kabarovití                                                           |
|  |                                                                                  |
|  | Cervidae – jelenovití                                                            |
|  |                                                                                  |

|  | Moschidae – kabarovití |
|  |                        |
|  | Cervidae – jelenovití  |
|  |                        |

|  | Antilocapridae – vidlorohovití |
|  |                                |
|  | Giraffidae – žirafovití        |
|  |                                |

|  | Suidae – prasatovití      |
|  |                           |
|  | Tayassuidae – pekariovití |
|  |                           |

|                   | Hippopotamidae – hrochovití |
|                   |                             |
| Cetacea – kytovci | ►                           |
|                   | ►                           |

|  | \| \| Moschidae – kabarovití \| \| \| \| \| \| Cervidae – jelenovití \| \| \| \| |
|  |                                                                                  |
|  | Bovidae – turovití                                                               |
|  |                                                                                  |
|  | Moschidae – kabarovití                                                           |
|  |                                                                                  |
|  | Cervidae – jelenovití                                                            |
|  |                                                                                  |

|  | Moschidae – kabarovití |
|  |                        |
|  | Cervidae – jelenovití  |
|  |                        |

|  | Antilocapridae – vidlorohovití |
|  |                                |
|  | Giraffidae – žirafovití        |
|  |                                |

|  | \| \| Moschidae – kabarovití \| \| \| \| \| \| Cervidae – jelenovití \| \| \| \| |
|  |                                                                                  |
|  | Bovidae – turovití                                                               |
|  |                                                                                  |
|  | Moschidae – kabarovití                                                           |
|  |                                                                                  |
|  | Cervidae – jelenovití                                                            |
|  |                                                                                  |

|  | Moschidae – kabarovití |
|  |                        |
|  | Cervidae – jelenovití  |
|  |                        |

|  | Antilocapridae – vidlorohovití |
|  |                                |
|  | Giraffidae – žirafovití        |
|  |                                |

|  | \| \| Moschidae – kabarovití \| \| \| \| \| \| Cervidae – jelenovití \| \| \| \| |
|  |                                                                                  |
|  | Bovidae – turovití                                                               |
|  |                                                                                  |
|  | Moschidae – kabarovití                                                           |
|  |                                                                                  |
|  | Cervidae – jelenovití                                                            |
|  |                                                                                  |

|  | Moschidae – kabarovití |
|  |                        |
|  | Cervidae – jelenovití  |
|  |                        |

|  | Antilocapridae – vidlorohovití |
|  |                                |
|  | Giraffidae – žirafovití        |
|  |                                |

|  | \| \| Moschidae – kabarovití \| \| \| \| \| \| Cervidae – jelenovití \| \| \| \| |
|  |                                                                                  |
|  | Bovidae – turovití                                                               |
|  |                                                                                  |
|  | Moschidae – kabarovití                                                           |
|  |                                                                                  |
|  | Cervidae – jelenovití                                                            |
|  |                                                                                  |

|  | Moschidae – kabarovití |
|  |                        |
|  | Cervidae – jelenovití  |
|  |                        |

|  | Antilocapridae – vidlorohovití |
|  |                                |
|  | Giraffidae – žirafovití        |
|  |                                |

|                   | Hippopotamidae – hrochovití |
|                   |                             |
| Cetacea – kytovci | ►                           |
|                   | ►                           |

|  | \| \| Moschidae – kabarovití \| \| \| \| \| \| Cervidae – jelenovití \| \| \| \| |
|  |                                                                                  |
|  | Bovidae – turovití                                                               |
|  |                                                                                  |
|  | Moschidae – kabarovití                                                           |
|  |                                                                                  |
|  | Cervidae – jelenovití                                                            |
|  |                                                                                  |

|  | Moschidae – kabarovití |
|  |                        |
|  | Cervidae – jelenovití  |
|  |                        |

|  | Antilocapridae – vidlorohovití |
|  |                                |
|  | Giraffidae – žirafovití        |
|  |                                |

|  | \| \| Moschidae – kabarovití \| \| \| \| \| \| Cervidae – jelenovití \| \| \| \| |
|  |                                                                                  |
|  | Bovidae – turovití                                                               |
|  |                                                                                  |
|  | Moschidae – kabarovití                                                           |
|  |                                                                                  |
|  | Cervidae – jelenovití                                                            |
|  |                                                                                  |

|  | Moschidae – kabarovití |
|  |                        |
|  | Cervidae – jelenovití  |
|  |                        |

|  | Antilocapridae – vidlorohovití |
|  |                                |
|  | Giraffidae – žirafovití        |
|  |                                |

|  | \| \| Moschidae – kabarovití \| \| \| \| \| \| Cervidae – jelenovití \| \| \| \| |
|  |                                                                                  |
|  | Bovidae – turovití                                                               |
|  |                                                                                  |
|  | Moschidae – kabarovití                                                           |
|  |                                                                                  |
|  | Cervidae – jelenovití                                                            |
|  |                                                                                  |

|  | Moschidae – kabarovití |
|  |                        |
|  | Cervidae – jelenovití  |
|  |                        |

|  | Antilocapridae – vidlorohovití |
|  |                                |
|  | Giraffidae – žirafovití        |
|  |                                |

|  | \| \| Moschidae – kabarovití \| \| \| \| \| \| Cervidae – jelenovití \| \| \| \| |
|  |                                                                                  |
|  | Bovidae – turovití                                                               |
|  |                                                                                  |
|  | Moschidae – kabarovití                                                           |
|  |                                                                                  |
|  | Cervidae – jelenovití                                                            |
|  |                                                                                  |

|  | Moschidae – kabarovití |
|  |                        |
|  | Cervidae – jelenovití  |
|  |                        |

|  | Antilocapridae – vidlorohovití |
|  |                                |
|  | Giraffidae – žirafovití        |
|  |                                |

### Podřád: Tylopoda – mozolnatci
Mozolnatci (velbloudi, lamy, vikuně) jsou přežvýkaví sudokopytníci, jejich žaludek je tříkomorový. Našlapují na prstní články, které jsou podložené pružným mozolem. Kopýtka jsou nehtovitého tvaru. Druhý a čtvrtý prst je zakrnělý, záprstní a nártní kosti jsou srostlé, tvoří tak jedinou kost tvaru obráceného Y. Loketní a lýtková kost jsou redukované. Zvláštností mozolnatců jsou kulaté červené krvinky.
- čeleď: Camelidae – velbloudovití

### Podřád: Suina – štětináči
Mezi štětináče (někdy se též ponechává pro skupinu Suina jméno původního taxonu nepřežvýkaví) patří sudokopytníci s jednokomorovým žaludkem. Nepřežvykují. Jsou to všežravci, sklovina stoliček tvoří hrboly, zuby mají uzavřenou dřeňovou dutinu a nedorůstají. Špičáky bývají přeměněné v kly. Na končetinách mají čtyři dobře vyvinuté prsty (výjimku tvoří pekariovití). Třetí a čtvrtý prst tvoří tzv. spárky, menší druhý a pátý paspárky.
- čeleď: Suidae – prasatovití
- čeleď: Tayassuidae – pekariovití

### Podřád: Whippomorpha
Aktuální fylogenetické analýzy dokazují vnitřní postavení kytovců v rámci sudokopytníků a jejich sesterskou pozici vůči hrochům. U zástupců obou skupin probíhá porod a také kojení pod vodou.
- čeleď: Hippopotamidae – hrochovití
- "řád": Cetacea – kytovci

### Podřád: Ruminantia – přežvýkaví
Přežvýkaví mají vícekomorové žaludky. Třetí a čtvrtý prst jsou jediné plně funkční prsty, poslední články jsou kryté rohovinou a tvoří paznehty, na jejichž okraj zvířata našlapují. Druhý a pátý prst nemají kostní podklad a tvoří rudimentární paznehtky. Záprstní a nártní kosti jsou srostlé a tvoří jedinou kost válcovitého tvaru. Loketní a lýtková kost jsou redukované. Horní řezáky chybí, spodní špičáky se podobají řezákům. Stoličky mají zřasenou sklovinu, jsou semihypselodontní, s prodlouženou dobou růstu.

#### Infrařád: Tragulina
Patří sem nejprimitivnější přežvýkaví, kančilovití. Jsou to malá zvířata s třídílným žaludkem. Horní řezáky samců jsou zvětšené a mají dýkovitý tvar.
- čeleď: Tragulidae – kančilovití

#### Infrařád: Pecora
Přežvýkavci se čtyřdílným žaludkem. Primitivní zástupci mají zvětšené horní špičáky (kabarovití), u ostatních druhů se objevují rohy nebo parohy.
nadčeleď: Cervoidea – jelenovci
- čeleď: Moschidae – kabarovití
- čeleď: Cervidae – jelenovití

nadčeleď: Giraffoidea – žirafovci
- čeleď: Giraffidae – žirafovití

nadčeleď: Antilocaproidea – vidlorohové
- čeleď: Antilocapridae – vidlorohovití

nadčeleď: Bovoidea – turovci
- čeleď: Bovidae – turovití